# Asynchronní výuka
Asynchronní výuka (anglicky asynchronous learning) je forma výuky, ve které se studenti nesetkávají v pravidelném kontaktu s učitelem a studují nezávisle na čase a místě. Ke studiu využívají digitální technologie a učební materiály, se kterými pracují ve vlastním tempu a podle svého časového plánu.

## Definice
Během asynchronní výuky se studenti nesetkávají v pravidelném a přímém kontaktu s učitelem, ale studují samostatně dle svého časového plánu. Pro asynchronní výuku je nutné internetové připojení, jelikož výuka probíhá v online prostředí, a to zejména v systému pro řízení výuky neboli LMS (Learning Management System). Jedná se o systém, který poskytuje různé nástroje sloužící k synchronní komunikaci (probíhá v reálném čase, např. telefonování nebo videohovory) i asynchronní komunikaci (neodehrává se v reálném čase, např. e-mail nebo diskuzní fórum). Dále nástroje pro sdílení zdrojů a obsahu, tvorbu výukových materiálů, hodnocení atd. V rámci systému studenti pracují ve vytvořeném kurzu, kde mají k dispozici učební materiály. Tyto materiály studují a vypracovávají v čase, který jim vyhovuje. Učební materiály jsou poskytovány učitelem a studenti si je následně vyselektují podle svých potřeb. Výuka se opírá zejména o digitální učební materiály, jako jsou videa, on-line učebnice a cvičebnice, pracovní listy a úlohy. Využívají se i aplikace, nebo edukační a informační podcasty. Ke komunikaci či sdílení slouží například e-mail, diskuzní fóra, skupiny, chaty, blogy, on-line nástěnky, e-portfolia apod.
Tento typ výuky slouží jako dobrý doplněk k synchronní výuce. V asynchronní části si studenti zpracují materiály a poté se v synchronní části výuky setkají všichni ve stejný čas, například v rámci přednášky.

## Výhody asynchronní výuky
- Přístupnost k výukovým materiálům,[6]
- možnost automatického vyhodnocování znalostí,
- bez nutnosti časové synchronizace studentů a učitele,[2]
- snadná distribuce výukových materiálů,
- možnost vlastního tempa studia,
- možnost volby hloubky a zaměření na jednotlivé části výuky,
- standardizace výuky,
- pro větší počet studentů než synchronní výuka,[7]
- časová flexibilita,
- ekonomičnost,
- vlastní pracovní tempo,
- zahrnutí různých učebních stylů dle preferencí.[8]

## Nevýhody asynchronní výuky
- Odpovědnost studentů za vlastní učení,
- omezené interakce (může snížit zapojení a motivaci studentů),
- důležitost poutavého obsahu,
- omezená technická podpora,
- potřeba dostatečného vybavení,[6]
- časově náročná produkce materiálů,
- problémy se samostudiem u některých studentů,[7]
- omezení sociální interakce,
- obtížnost poskytování zpětné vazby,
- potřeba sebedisciplíny a sebekontroly.[8]